# Хино (озеро)
Хи́но (другие названия: Пу́гола, Су́ур-Пу́гола, Ва́лгеярв, Хенно-Пугула) (эст. и выруск. Hino järv) — озеро в Эстонии в волости Миссо уезда Вырумаа в 1,5 км к югу от посёлка Миссо. Административно расположено на территории деревни Хино.
Площадь озера — 211 га. Максимальная глубина — 10,4 м. Озеро является крупнейшим на возвышенности Хаанья. Высота над уровнем моря — 179,9 м.
На озере расположено 7 островов.
Недалеко от озера Хино расположено меньшее по размеру озеро Мустъярв, которое соединялось с Хино. Это произошло после снижения уровня воды в озерк в 1950-х годах, когда от него был прорыт ров и построены водяные мельницы.
Между озёрами Хино и Мустъярв находится средневековый могильник Сиксали, погребённые в котором по краниометрическим признакам имеют морфологическое сходство с населением Старой Ладоги и с антропологическим материалом, которые выявлены из могильников ливов в бассейнах рек Гауя и Даугава.
Озеро богато рыбой. Наиболее часто встречаются плотва, лещ и окунь. 
Озеро находится на территории одноимённого заказника. Как отдельный природный объект взято под охрану государства с 30 марта 1962 года. С 1985 года площадь природоохранной территории составляет 534 га. 
На островах озера Хино во время гнездования птиц, с 1 мая по 15 июля, действует запрет на передвижение.